# Big Falls (Minnesota)
Big Falls ist eine Kleinstadt (mit dem Status „City“) im Koochiching County im US-amerikanischen Bundesstaat Minnesota. Das U.S. Census Bureau hat bei der Volkszählung 2020 eine Einwohnerzahl von 175 ermittelt.

## Geografie
Big Falls liegt im Norden Minnesotas unweit der kanadischen Grenze am Big Fork River, einem Nebenfluss des Rainy River. Der Ort liegt auf 48°11′28″ nördlicher Breite, 93°48′24″ westlicher Länge und erstreckt sich über 15,7 km².
Benachbarte Orte von Big Falls sind Grand Falls (am gegenüberliegenden Ufer des Big Fork River), Littlefork (33,1 km nordöstlich) und Margie (15,5 km südwestlich).
Die nächstgelegenen größeren Städte sind Fargo in North Dakota (328 km südwestlich), Winnipeg in der kanadischen Provinz Manitoba (399 km nordwestlich), Thunder Bay am Oberen See in der kanadischen Provinz Ontario (412 km östlich), Duluth (261 km südöstlich) und Minneapolis (411 km südlich).
Die Grenze zu Kanada befindet sich 45 km nördlich.

## Verkehr
Der U.S. Highway 71 führt in nordost-südwestlicher Richtung als Hauptstraße durch Big Falls und trifft dort mit der Minnesota State Route 6 an deren nördlichen Endpunkt zusammen. Alle weiteren Straßen sind untergeordnete und teils unbefestigte Fahrwege sowie innerörtliche Verbindungsstraßen.
Die nächsten größeren Flughäfen sind der Hector International Airport in Fargo (331 km südwestlich), der Winnipeg James Armstrong Richardson International Airport (408 km nordwestlich), der Thunder Bay Airport (410 km östlich) und der Minneapolis-Saint Paul International Airport (434 km südlich).

## Demografische Daten
Nach der Volkszählung im Jahr 2010 lebten in Big Falls 236 Menschen in 130 Haushalten. Die Bevölkerungsdichte betrug 15 Einwohner pro Quadratkilometer. In den 130 Haushalten lebten statistisch je 1,82 Personen.
Mit drei Ausnahmen bestand die Bevölkerung nur aus Weißen. Unabhängig von der ethnischen Zugehörigkeit waren 1,7 Prozent (vier Personen) der Bevölkerung spanischer oder lateinamerikanischer Abstammung.
11,4 Prozent der Bevölkerung waren unter 18 Jahre alt, 64,9 Prozent waren zwischen 18 und 64 und 23,7 Prozent waren 65 Jahre oder älter. 47,0 Prozent der Bevölkerung war weiblich.

Das mittlere jährliche Einkommen eines Haushalts lag bei 31.167 USD. Das Pro-Kopf-Einkommen betrug 22.309 USD. 21,1 Prozent der Einwohner lebten unterhalb der Armutsgrenze.